# 远方出版社
远方出版社，原名蒙古学出版社，是一家位于中华人民共和国内蒙古自治区呼和浩特市赛罕区乌兰察布东路666号的国有企业，成立于1992年9月，1993年7月改为现名，2009年与另外八家出版社联合组建内蒙古出版集团。

## 历史
1992年9月，蒙古学出版社成立。1993年7月，中华人民共和国国务院新闻出版署批准蒙古学出版社改名远方出版社。1998年11月30日，内蒙古自治区新闻出版局、内蒙古自治区体改委批准远方出版社完成改制，成立远方出版社有限责任公司。2000年2月3日，远方出版社在内蒙古自治区工商局正式完成注册，改制为国有独资文化企业「远方出版社有限责任公司」。
2009年9月，内蒙古自治区人民政府常务会议决定组建内蒙古出版集团有限责任公司。2009年12月10日，内蒙古出版集团有限责任公司正式挂牌成立，远方出版社改属内蒙古出版集团。内蒙古出版集团由内蒙古人民出版社、内蒙古科技出版社、内蒙古少儿出版社、内蒙古文化出版社、远方出版社、内蒙古画报社、内蒙古新华报业中心、内蒙古教育出版社、内蒙古文化音像出版社9家单位组成。

## 出版范围
远方出版社主要出版以蒙古族为主兼涉其他少数民族的民族学、民族史、民族文化艺术、民族语言文字和民族风情等书籍，较有价值的蒙古族文献、文史资料。此外，还出版历史、经济、生活类图书。

## 获奖
1995年12月，远方出版社获“五个一工程”奖。《蒙古族经济发展史》《蒙古族无神论史》《蒙古族传统美德》《蒙古文甘珠尔·丹珠尔目录》《超克图纳仁文集》《神舟飞船与内蒙古》《治沙英雄宝日勒岱》《七九河开》等书获颁“中国民族图书奖”、“内蒙古图书奖”、“内蒙古出版奖”和内蒙古自治区精神文明建设“五个一工程”奖等奖项。

## 争议事件
1999年，一本题为《消失的影像——窦唯自述：我与王菲的10年》的图书上市，书的封面和版权页上均标有“远方出版社出版”。此书号为窦唯自述，但事实上并非窦唯所写，是一部伪造的自述。远方出版社表示，此书是盗用远方出版社名义出版的非法出版物。远方出版社总编室主任王顺义声称，市面上盗用远方出版社名义出版的假书已有一百多本。
2004年，远方出版社推出爱情小说《挪威没有森林》。远方出版社宣称，此书的作者福原爱姬生于1967年，1992年即与村上春树相识，1993年获得“日本文学新人奖”后追随村上春树去了美国，1999年回到日本出版此书引起轰动，《读卖新闻》称赞此书给村上春树的《挪威的森林》画上了圆满的句号。出版社将福原爱姬宣传成村上春树的情人，宣称此书是福原写给村上的公开情书。2004年6月，村上春树的代理人委托上海译文出版社发布声明，日本没有福原爱姬的书，也没有福原爱姬的网站，福原的身份值得怀疑，她与村上春树相识十年更无从谈起，《挪威没有森林》是远方出版社杜撰的图书。远方出版社回应，该书的日文版书名并不是《挪威没有森林》，所以在日本无法查到此书。远方出版社称，《挪威没有森林》的文稿和福原爱姬的资料都来自于此文的译者若彤，远方出版社亦未曾见过此书的日文版本和稿件，远方出版社将与若彤联系确认相关事实。上海译文出版社编辑沈维藩告诉记者，此书的真实作者是一名中国男子。2003年8月，这名男子声称他创作了《挪威的森林》续篇，将梗概和一个章节寄给上海译文出版社，要求出版。沈维藩将书稿传给村上春树作品的译者林少华，林少华对此稿评价不高，上海译文出版社决定退稿。沈维藩说，见到新浪网连载的《挪威没有森林》后，他发现此书与退稿有相同的梗概，相应的那个章节也几乎分毫不差。《挪威没有森林》出版策划人沈浩波声称，他在2003年12月拿到了文稿，2004年5月月底还在广州同作者福原爱姬、译者若彤见了面。然而记者要求沈浩波拿出与福原爱姬的访谈录和照片时，沈浩波不愿提供照片。
2006年，远方出版社被查出买卖书号、一号多卖、一号多用等违规问题。经中华人民共和国新闻出版总署批复，内蒙古自治区新闻出版局责令远方出版社停业整顿6个月（2006年4月10日至10月10日），扣减2006年书号的三分之二，解聘出版社领导班子，撤销有关人员的职位并调离出版岗位，继续清查远方出版社问题，新闻出版局派出整顿领导小组进驻远方出版社指导工作:205。2006年11月14日，新闻出版总署批复，同意远方出版社结束整顿、恢复出版工作:227。